# Odense Stadion
TRE-FOR Park – stadion piłkarski, położony w mieście Odense, Dania. Oddany został do użytku w 1941 roku. Od tego czasu swoje mecze na tym obiekcie rozgrywa zespół piłkarski Odense Boldklub. Po przebudowach w latach: 1965, 1996 oraz 2005, jego obecna pojemność wynosi 15 761 miejsc.